# Via Aemilia in Hirpinis

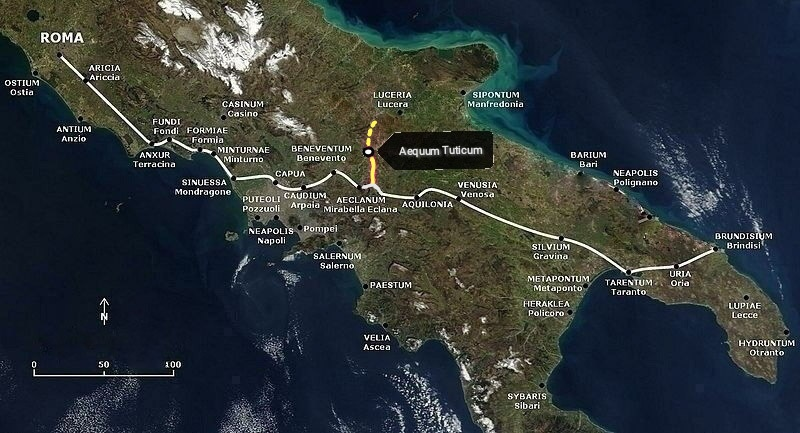
La Via Appia antica (in bianco) e la Via Aemilia (in giallo). Da Aequum Tuticum verso nord il tracciato della Via Aemilia è ipotetico.

La Via Aemilia (talvolta citata in letteratura come Via Aemilia in Hirpinis al fine di distinguerla da altre strade romane omonime) era una strada consolare nonché diramazione della Via Appia antica. L'arteria fu fatta costruire intorno al 126 a.C. dal console Marco Emilio Lepido (da non confondersi con l'omonimo console che, una sessantina di anni prima, aveva fatto costruire l'altrettanto omonima strada nella Gallia Cisalpina).

## Premesse
L'esistenza della Via Aemilia è divenuta nota soltanto dopo la scoperta di due cippi miliari (il II e l'XI), entrambi rinvenuti tra il XIX e il XX secolo nell'attuale territorio comunale di Ariano Irpino ed ambedue riportanti l'iscrizione Marcus Æmilius Lepidus. Grazie ad essi è stato possibile ricostruire con molta accuratezza il percorso del primo tratto della strada (dal punto iniziale fino all'undicesimo miglio), mentre non vi sono certezze per quanto riguarda il suo proseguimento e la sua destinazione ultima. Il tratto conosciuto si estende interamente nel Samnium Hirpinum, ossia in quel settore dell'antico Sannio popolato dalla tribù degli Irpini; sulla base di tale presupposto è stato prescelto l'epiteto latineggiante "in Hirpinis" (="nel territorio degli Irpini").

## Percorso
La strada si diramava dalla Via Appia nella valle dell'Ufita, all'altezza di un insediamento romano (verosimilmente un forum graccano) di cui si ignora il nome, benché le sue rovine emergano con corposa evidenza in località Fioccaglie, nell'area archeologica di Flumeri; non è anzi da escludere che, in quanto caput viae (="punto d'inizio") della Via Aemilia, tale centro abitato fosse denominato proprio Forum Aemilii. L'insediamento fu comunque devastato durante la guerra sociale e mai più ripopolato, tanto che lo stesso tracciato della Via Appia fu successivamente deviato così da non transitare più per quel luogo.
Dopo aver superato il torrente Fiumarella (un affluente del fiume Ufita), la Via Aemilia si dirigeva verso nord rasentando il poggio San Marco, presso cui emergono i resti di una grande villa di epoca romana; poco più oltre, all'altezza della località Amando ("La Manna" in dialetto arianese), è stato rinvenuto il cippo indicante il II miglio. La strada proseguiva poi con direzione nord-nord-est lungo le valli a oriente del Tricolle (la triplice altura ove nell'alto medioevo sarebbe poi sorto il borgo fortificato di Ariano) attraversando quindi, con ogni probabilità, il piano della Taverna (meglio noto come Pianotaverna) per poi risalire verso l'altipiano di Camporeale, un pianoro di valico che permetteva di superare lo spartiacque appenninico e di immettersi così nella valle del Cervaro. La Via Aemilia però non discendeva lungo il fiume Cervaro, ma percorreva con direzione nord tutto l'altipiano fino al suo margine settentrionale, ove sorgono le moderne masserie San Giovanni e Santa Lucia; in tale area è stato infatti rinvenuto il cippo indicante l'XI miglio.
In quanto al percorso successivo, pur in assenza di elementi certi, si ritiene generalmente plausibile che la Via Aemilia si dirigesse dapprima presso l'ormai prossimo vicus di Aequum Tuticum (situato sul contiguo altipiano di Sant'Eleuterio, a 4,5 km di distanza in direzione nord-ovest), varcando quindi definitivamente il crinale appenninico per poi volgere gradualmente verso l'Apulia. Gli studiosi moderni ipotizzano infatti che la strada potesse raggiungere l'importante colonia romana di Luceria (distante circa 35 km in linea d'aria in direzione nord-nord-est), benché l'effettivo tragitto rimanga oggetto di controversia; certo è che nel medioevo esisteva un cammino che univa proprio Sant'Eleuterio a Lucera (attraversando i territori di Campanaro, Castelfranco, Vetruscelli, Roseto e Tertiveri), anche se non vi è prova che tale itinerario ricalcasse fedelmente il percorso della strada romana, così come non è sicuro che lungo la stessa direttrice sorgesse l'antica Vescellium. In considerazione della totale mancanza di ritrovamenti nella zona del Tavoliere appare invece molto dubbia l'ipotesi secondo cui la Via Aemilia, una volta raggiunta Luceria, proseguisse poi verso la lontana colonia marittima di Sipontum (sul golfo di Manfredonia, distante da Lucera una cinquantina di chilometri in direzione est-nord-est). È comunque sicuro che i collegamenti con l'Apulia sarebbero stati successivamente potenziati mediante la realizzazione di una strada trasversale, la Via Minucia, aperta al transito non molti anni più tardi.